# 管學畏
管學畏（1562年—？），字志道，直隸保定府安州新安縣人，明朝政治人物。

## 生平
萬曆十九年（1591年）辛卯科順天府鄉試舉人，二十年（1592年），登壬辰科第三甲第二百四十二名進士，户部觀政，二十三年授户部主事，管御馬倉，二十六年升户部郎中，遼東管粮，二十八年出爲順慶府知府，三十二年仕至四川副使。三十三年京察，四十年七月降两淮运判添注

## 家族
曾祖管斌，典史；祖父管正，照磨；父管簡，教授。